# 9579 Passchendaele
A 9579 Passchendaele (ideiglenes jelöléssel (9579) 1989 GO4) a Naprendszer kisbolygóövében található aszteroida. Eric Walter Elst fedezte fel 1989. április 3-án.